# Atban Klann
Gli Atban Klann furono un gruppo hip hop statunitense, i cui membri furono: W ill 1X, apl.de.ap, Mookie Mook, DJ Motiv8 & Dante Santiago. Gli Atban Klann facevano parte della casa discografica Ruthless Records. Quando il gruppo si sciolse, due dei membri del gruppo formarono i Black Eyed Peas.

## Storia
Il gruppo faceva parte della casa discografica "Ruthless Record" nel 1992. Poco dopo, il gruppo registrò il loro album di debutto Grass Roots che doveva essere pubblicato il 6 ottobre del 1992. Tuttavia l'album fu accantonato poco prima della sua pubblicazione. La Ruthless "abbandonò" il gruppo, che decise di sciogliersi. Will 1X cambiò il suo nome in will.i.am e, insieme a apl.de.ap, formò la band chiamata Black Eyed Peas, aggiungendo un terzo componente, Taboo.

## Discografia
Singoli:
- 1994: Puddles Of H2O

Album:
- Grass Roots (mai pubblicato)